# На прекрасном голубом Дунае
«На прекрасном голубом Дунае» (нем. An der schönen blauen Donau; op. 314) — один из наиболее известных вальсов австрийского композитора Иоганна Штрауса-младшего, написанный в 1866 году в Вене. Первоначально был создан для Венского мужского хорового общества по просьбе его руководителя Иоганна Франца Хербека, что стало первым опытом композитора в таком жанре. Подтекстовку на готовую музыку написал поэт Йозеф Вайль, сотрудник этого хора. Премьера произведения состоялась 15 февраля 1867 года в венском концертном зале. По общему мнению слабым местом вальса оказался именно текст и Штраус создал инструментальную версию, получившую особую известность после его выступления во время проведения парижской Всемирной выставки 1867 года.
Со временем вальс обрёл широкую популярность, стал считаться неофициальным гимном Австрии и её столицы. Он традиционно исполняется на бис в Новогоднем венском концерте Венского филармонического оркестра, который проводится 1 января в Золотом зале здания Венского музыкального общества.

## История
Первоначально вальс был написан для Венского мужского хорового общества (нем. Wiener Männergesangverein), основанного в 1844 году. Новый этап в развитии коллектива наступил в 1856 году, когда его хормейстером стал Иоганн Франц Хербек. Он изменил непритязательный репертуар, включив в него произведения композиторов-классиков, среди которых особенного пропагандировал творчество Франца Шуберта. Хербек обратился к Штраусу с просьбой создать вальс для его хора, однако первоначально такое предложение вызвало настороженное отношение со стороны композитора. Одним из аргументов в пользу такого опыта для музыканта стала аранжировка вальса «Елизавета» Штрауса-старшего, осуществлённая незадолго до этого Густавом Альбертом Лорцингом. Его премьера прошла в театре «Ан дер Вин» и хоровая версия имела успех у публики. «Король вальсов» согласился и предложил ранее испробованный в музыкальной практике вариант: он создаст вальс и только после этого к нему напишут подтекстовку. Предполагается, что в это время композитор, или кто-то из его окружения, ознакомился со стихотворением «На Дунае» из сборника «Тихие песни» (Stille Lieder; 1840) австрийского поэта Карла Исидора Бека. Среди прочего там присутствовали слова «На Дунае, на прекрасном голубом Дунае» (An der Donau, An der schönen, blauen Donau). Эти стихи послужили толчком к написанию вальса и отразились в его названии.
Слова на уже созданную музыку вальса Штрауса написал постоянный сотрудник хорового общества поэт Йозеф Вайль (Joseph Weyl). Считается, что вальс был создан в квартире Штрауса на Пратерштрассе, 54, в венском районе Леопольдштадт, которая была его резиденцией с 1863 по 1870 год. Там в настоящее время находится персональный музей композитора — Квартира Иоганна Штрауса, также известный как «дом Дунайского вальса». Дом композитора находился недалеко от реки Дунай и, вероятно, прогулки по набережной могли послужить дополнительным источником вдохновения. В основу тематического материала были положены некоторые предшествующие произведения композитора, в частности, темы из его раннего вальса «Волны и водовороты». После ознакомления с сочинением Хербек пришёл в восхищение и не переставал хвалить его музыкальные достоинства. Однако слабым местом по общему мнению были неудачные, несоответствующие характеру лёгкой музыки стихи Вайля. Они получились злободневными, политизироваными в связи с состоянием австрийского общества во второй половине 1860-х годов. Это было вызвано поражением в июле 1866 года в битве при Садовой — генеральном сражении австро-прусской войны. Через месяц после этого был подписан Пражский мирный договор, завершивший эту крайне неудачную для родины Штрауса войну. Эти факты нашли отражение в тексте Вайля, о чём свидетельствуют первые стихи:
— Венцы, пора!

     — Пора? Куда? 

— Взгляните кругом! 

     — Ты, друг, о чём? 

— Вы видите свет? 

     — Не видим, нет! 

— Настал карнавал! 

     — И пусть настал… 

— Но век очень плох! 

     — Как плох! Мой бог! 

— Покончим же с ним! 

     — Покончим с ним! 

— К чему терзания, страдания? 

Смеяться, петь мы все хотим!
Далее по тексту встречаются такие пассажи: «очень плохи дела с финансами, но сейчас карнавал, и дайте нам заняться танцами». А также: «Крестьянин почёсывается — времена тяжёлые», а «толстосум домовладелец очень огорчён: все квартиры стоят пустые».
Премьера «На прекрасном голубом Дунае» состоялась 15 февраля 1867 года в венском крытом бассейне Dianabad, который в холодную пору года использовался как концертный и бальный зал. По распространённой точке зрения автор музыки на ней не присутствовал. Вальс встретил противоречивый приём у венской публики и критики. Существуют различные версии о степени успешности исполнения, которые находятся в диапазоне от неуспеха и до очень тёплого приёма. По оценке советского музыковеда Евгения Мейлиха: «Во всяком случае вальс, по требованию слушателей, был повторён, премьера прошла если не лучше, то и не хуже других штраусовских премьер». По легенде после концерта Штраус сказал: «В конце концов, чёрт с ним, с этим вальсом! Жаль только коду: она, по-моему, вполне удалась и заслуживает похвалы». (Den Walzer mag der Teufel holen, nur um die Coda tut’s mir leid — der hätt' ich einen Erfolg gewünscht). Через две недели венский издатель Спина выпустил вокальную аранжировку в сопровождении фортепиано. 10 марта 1867 года в Фольксгартене прошло первое представление оркестровой версии силами оркестра Штрауса. Также на протяжении трёх месяцев «Голубой Дунай» неоднократно звучал в исполнении хора Хербека и в оркестровом варианте. 
Через несколько месяцев Штраус представил чисто инструментальную версию вальса на Всемирной выставке в Париже, где его выступление имело огромный успех. В удачном представительстве Штрауса были заинтересовано политическое руководство Австрийской империи, пытавшееся поправить международное положение после поражений в предыдущих двух войнах. Однако композитор не сумел прибыть в столицу Франции со своей знаменитой капеллой, у которой были действующие контракты, и вынужден был дирижировать берлинским оркестром Беньямина Бильзе. В честь композитора директор газеты Le Figaro устроил званый приём, где присутствовали знаменитые французские литераторы и композиторы. В благодарность Штраус устроил ответный приём. На нём было исполнено его новое произведение — полька «Фигаро» (op. 320), а после него и «На прекрасном голубом Дунае». Это выступление ознаменовалось большим успехом, а вальс был повторен на бис. Через несколько дней французский писатель Жюль Барбье написал свою версию текста. Она и ноты были опубликованы в специальном приложении к газете Le Figaro. После такого торжества Штрауса ждал триумфальный приём и в Лондоне. На волне беспримерного успеха вальса был опубликовано миллион экземпляров нот и это при том, что обычно тираж музыкальных произведений в издательстве композитора составлял 5000—10 000 экземпляров. 
Поклонник музыки и близкий знакомый Штрауса венский композитор Иоганес Брамс, ознакомившись с нотами вальса, надписал под темой вальса для Адели Штраус: «К сожалению, не моё». Высокую оценку дал произведению взыскательный австрийский критик Эдуард Ганслик, в частности, отметивший, что вальс «не только пользуется беспримерной популярностью, но приобрёл значение определения для всего, что есть в Вене красивого, милого, весёлого». Также по его словам, для австрийцев это не просто сюита «красивых вальсов, а подлинно патриотическая народная песня без слов»: «Где бы на далёкой чужбине ни встречались австрийцы, эта мирная Марсельеза является песней их союза, их отличительным паролем... Эта мелодия звучит проникновеннее и теплее самых лестных слов, которые могут быть сказаны о Вене». По форме произведение представляет собой выработанный Штраусом и его предшественниками венский вальс, состоящий из интродукции, сюиты из пяти вальсов и заключительной яркой кодой. По оценке Льва Ауэрбаха «гирлянда вальсов изумительно хороша»: 
Здесь щедрый мелодический дар Штрауса, его умение изобретать всё новые и новые танцевальные ритмические фигуры в рамках единого генерального ритма вальса, мастерство композитора-симфониста, умеющего развертывать музыкальное действие в нескольких плоскостях, оттенять основные темы выразительными подголосками, тонко пользоваться инструментальными красками, — всё это проявилось полно и всесторонне. Особенно должно быть подчеркнуто мелодическое богатство: в одном вальсе более десяти прекрасных мелодий; все они мажорны, отличаются светлым, жизнерадостным колоритом, вместе с тем они контрастны — от широкой распевности, плавного и спокойного движения до остроимпульсивной, стремительной полётности — и воплощают самые различные оттенки радостного, праздничного настроения.
Фортепианная обработка вальса, выполненная А. Шульцем-Эвлером, пользовалась популярностью как виртуозное сочинение и записана такими пианистами, как Иосиф Левин, Эрл Уайлд, Хорхе Болет, Марк Андре Амлен.
31 мая 2025 года в честь 200-летия со дня рождения Штрауса и 50-летия основания ESA состоялась трансляция записи вальса «На прекрасном голубом Дунае», исполненного Венским симфоническим оркестром, в открытый космос в виде радиосигнала при помощи 35-метровой антенны в Испании. Одновременно с этим прямая трансляция живого исполнения оркестра была показана на больших экранах в Вене, Мадриде и Нью-Йорке..

## Использование музыки
- 1924 — «Прекрасный Дунай», балет Л. Ф. Мясина
- 1968 — «Космическая одиссея 2001 года», фильм Стэнли Кубрика
- 1990 — «Голос луны», фильм Федерико Феллини
- 1999 — Губка Боб Квадратные Штаны, серия "Ловля медуз", сериал Стивена Хилленберга
- 1995 —  эпизод «Burning Down the House» третьего сезона телесериала Северная сторона[20][21]
- 2021 — «Игра в кальмара», сериал Хван Дон Хёка